# Corno Piccolo
Il Corno Piccolo è la seconda montagna del Gran Sasso d'Italia dopo il Corno Grande (la quinta vetta della catena dopo le quattro vette del Corno Grande: vetta occidentale, vetta centrale, vetta orientale e torrione cambi) con i suoi 2.655 m s.l.m, situato nel complesso del gruppo del Corno Grande separato da questo dalla Sella dei Due Corni e il Vallone delle Cornacchie.

## Descrizione

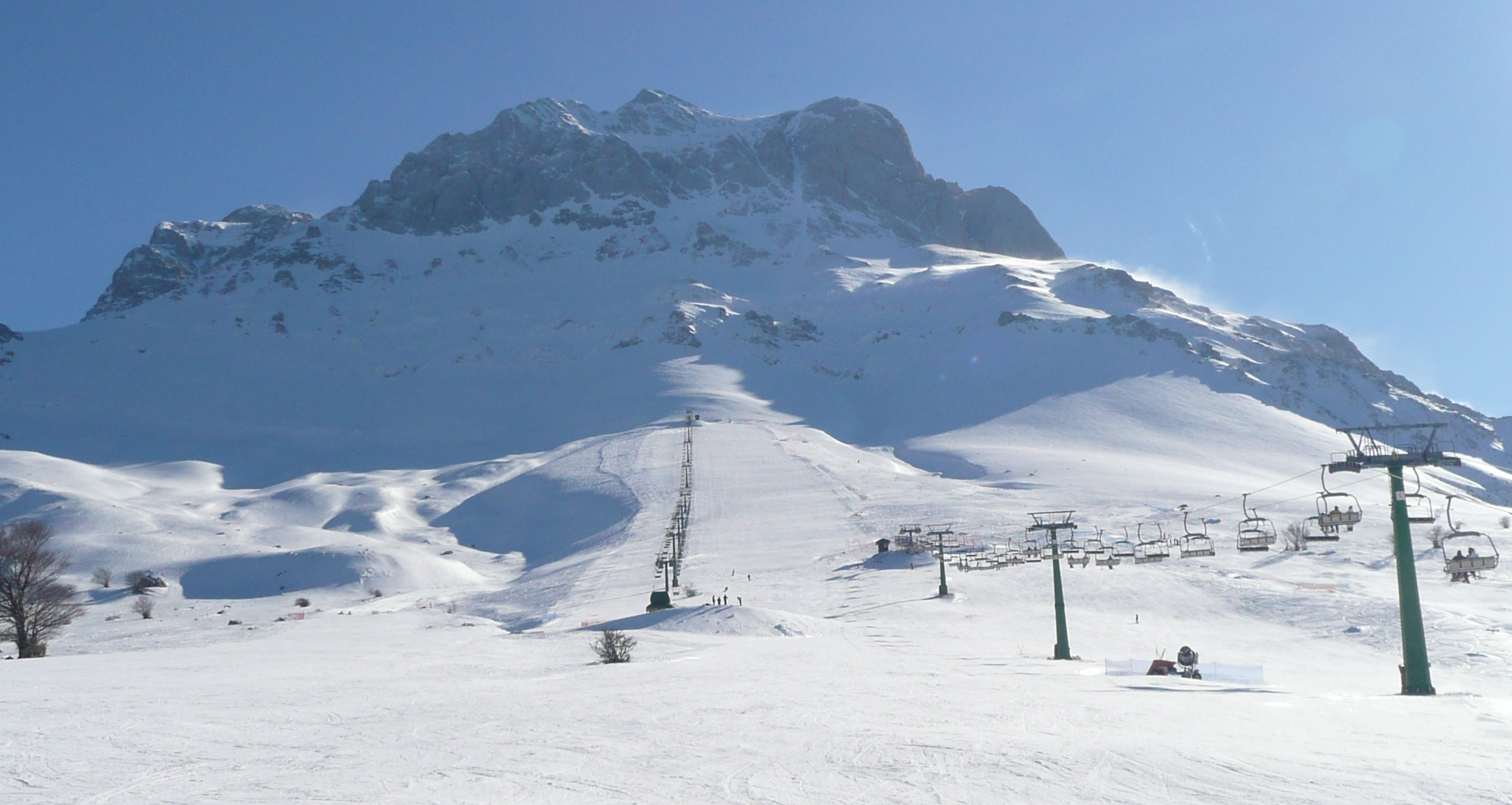
Il Corno Piccolo d'inverno visto dai Prati di Tivo

Lungo il versante settentrionale, 1.200 m più a valle, vi è la località turistica e sciistica di Prati di Tivo e ancora più a valle il borgo di Pietracamela, mentre a ovest scorrono invece la Val Maone e la Valle del Rio Arno che lo separano da Pizzo d'Intermesoli. Conosciuto soprattutto dagli scalatori e arrampicatori per via delle sue splendide pareti di liscio calcare che offrono alcune linee di salita tra le più belle al mondo, sono inoltre frequenti le escursioni in quanto offre itinerari di medio-alta difficoltà, spesso più difficili rispetto alle vie del Corno Grande, da dove è possibile ammirare tutti i versanti della montagna.
La vetta è raggiungibile tramite la via normale, e attraverso la spettacolare via ferrata Danesi, mentre un'altra ferrata, la Ventricini, consente di aggirare il corno Piccolo a Nord-Nordest.

## Punti di appoggio
Un punto di partenza per l'ascesa rocciosa al Corno piccolo è il rifugio Carlo Franchetti, ai piedi della parete est.

## Galleria d'immagini

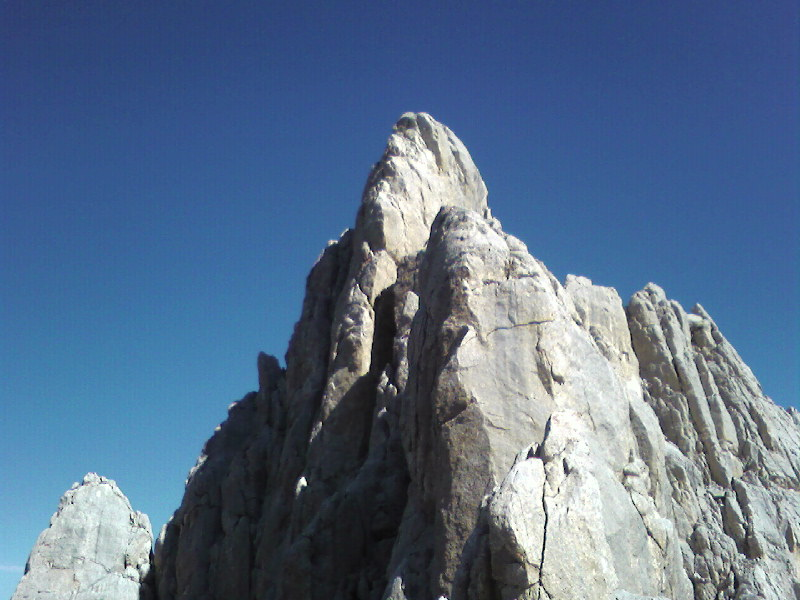
Corno Piccolo dal Rifugio Franchetti
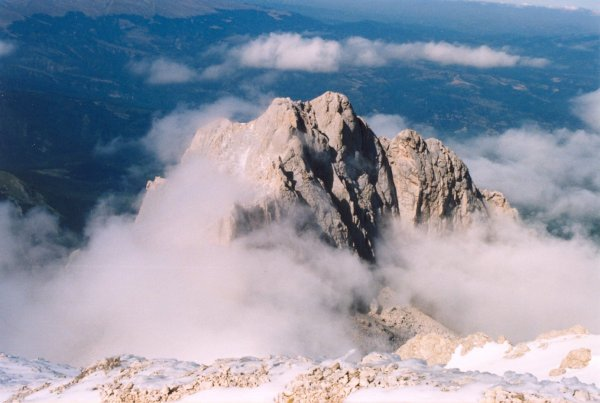
Corno Piccolo dal Corno Grande
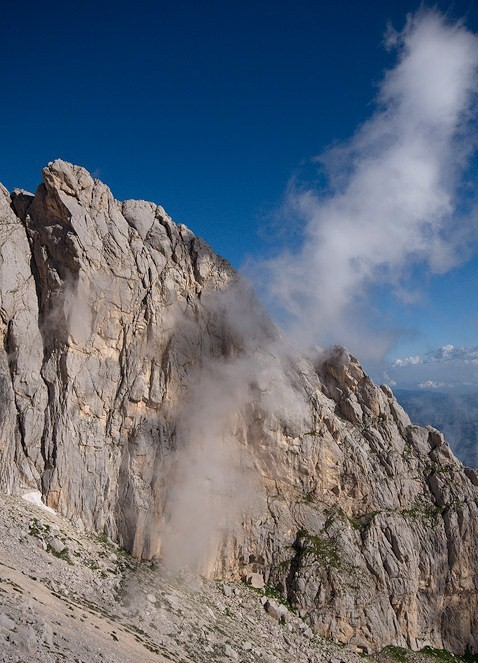
La parete sud-est del Corno Piccolo (fiamme della pietra) vista all'alba dal Rifugio Carlo Franchetti.
Alpinismo sulla parete est del Corno Piccolo
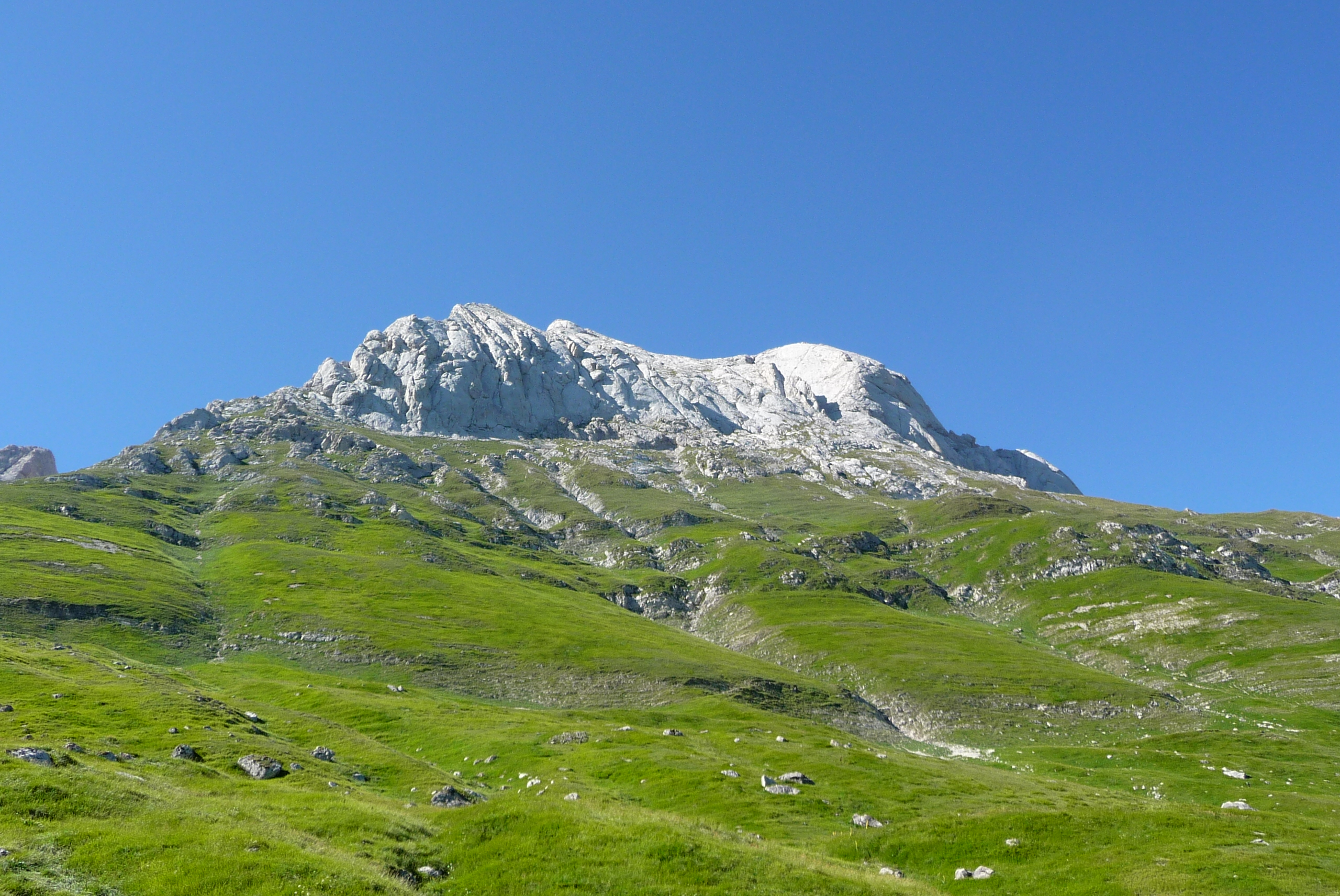
Corno Piccolo da Prati di Tivo in estate